# Rivand
Rivand (persisch دهستان ريوند) ist ein Landkreis im zentralen Bereich des Verwaltungsbezirks Nischapur, Razavi-Chorasan, Iran. Bei der Volkszählung 2006 wurde die Bevölkerung mit 12.619 Personen angegeben, die in 3301 Familien leben. Der Landkreis verfügt über 59 Dörfer.
In der Nähe des Dorfes Rivand befindet sich die Ruine eines Khone-ye Div genannten Tschahar Taq, der vermutlich bis zum 9./10. Jahrhundert als zoroastrischer Feuertempel in Gebrauch war.

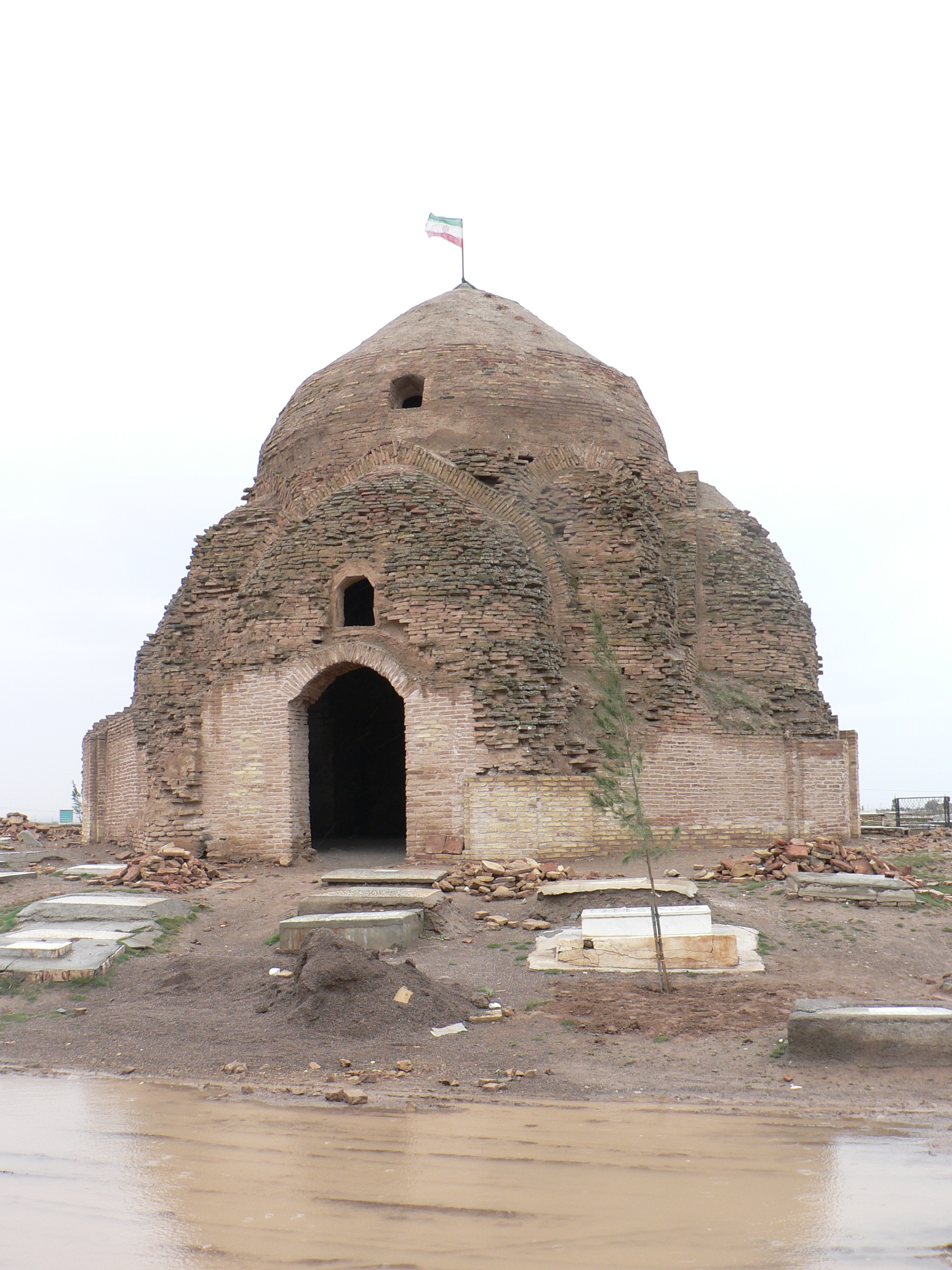
Mazare Shahmir, Mausoleum (Qubba) aus der Zeit der Seldschuken im Dorf Shad Mehrak (Mehrābād).